# Nathan Walker
Nathan Walker, född 7 februari 1994, är en australisk-brittisk professionell ishockeyforward som är kontrakterad till Washington Capitals i NHL och spelar för deras primära samarbetspartner Hershey Bears i AHL. Han har tidigare spelat för Edmonton Oilers och på lägre nivåer för HC Vítkovice Steel i Extraliga, South Carolina Stingrays i ECHL och Youngstown Phantoms i USHL.
Walker draftades i tredje rundan i 2014 års draft av Washington Capitals som 89:e spelare totalt.

## Statistik
| 2009–2010        | Sydney Ice Dogs          | AIHL             | 4   | 0  | 1  | 1  | 0   | —  | — | — | —  | —  |
| 2010–2011        | Sydney Ice Dogs          | AIHL             | 3   | 1  | 1  | 2  | 6   | —  | — | — | —  | —  |
| 2011–2012        | HC Vítkovice Steel       | Extraliga        | 34  | 4  | 5  | 9  | 8   | 1  | 0 | 0 | 0  | 2  |
|                  | HC Olomouc               | 1. liga          | 2   | 0  | 1  | 1  | 4   | —  | — | — | —  | —  |
| 2012–2013        | HC Vítkovice Steel       | Extraliga        | 20  | 0  | 1  | 1  | 29  | —  | — | — | —  | —  |
|                  | Hokej Šumperk 2003       | 1. liga          | 3   | 0  | 1  | 1  | 2   | —  | — | — | —  | —  |
|                  | Youngstown Phantoms      | USHL             | 29  | 7  | 20 | 27 | 63  | —  | — | — | —  | —  |
| 2013–2014        | Hershey Bears            | AHL              | 43  | 5  | 6  | 11 | 40  | —  | — | — | —  | —  |
| 2014–2015        | Hershey Bears            | AHL              | 28  | 1  | 3  | 4  | 30  | —  | — | — | —  | —  |
|                  | South Carolina Stingrays | ECHL             | 6   | 2  | 2  | 4  | 0   | —  | — | — | —  | —  |
| 2015–2016        | Hershey Bears            | AHL              | 73  | 17 | 24 | 41 | 41  | 20 | 2 | 3 | 5  | 11 |
| 2016–2017        | Hershey Bears            | AHL              | 58  | 11 | 12 | 23 | 33  | 12 | 2 | 4 | 6  | 0  |
| 2017–2018        | Washington Capitals      | NHL              | 1   | 1  | 0  | 1  | 0   | —  | — | — | —  | —  |
| NHL totalt       | NHL totalt               | NHL totalt       | 1   | 1  | 0  | 1  | 0   | —  | — | — | —  | —  |
| Extraliga totalt | Extraliga totalt         | Extraliga totalt | 54  | 4  | 6  | 10 | 37  | 1  | 0 | 0 | 0  | 2  |
| AHL totalt       | AHL totalt               | AHL totalt       | 202 | 34 | 45 | 79 | 144 | 32 | 4 | 7 | 11 | 11 |

### Internationellt
| Källa: Uppdaterad: 2017-10-08 | Källa: Uppdaterad: 2017-10-08 | Källa: Uppdaterad: 2017-10-08 |         | Utv = Utvisningsminuter | Utv = Utvisningsminuter | Utv = Utvisningsminuter | Utv = Utvisningsminuter | Utv = Utvisningsminuter |
| År                            | Lag                           | Mästerskap                    | Matcher | Mål                     | Assists                 | Poäng                   | Utv                     |                         |
| ----------------------------- | ----------------------------- | ----------------------------- | ------- | ----------------------- | ----------------------- | ----------------------- | ----------------------- | ----------------------- |
| 2011                          | Australien                    | VM (Div II Grupp A)           | 4       | 4                       | 2                       | 6                       | 4                       |                         |
| 2012                          | Australien                    | VM (Div I Grupp B)            | 5       | 2                       | 0                       | 2                       | 4                       |                         |
| Senior totalt                 | Senior totalt                 | Senior totalt                 | 9       | 6                       | 2                       | 8                       | 8                       |                         |